# DENIS-P J035726.9−441730
| DENIS-P J035726.9−441730                                | DENIS-P J035726.9−441730 |
| ------------------------------------------------------- | ------------------------ |
| Beobachtungsdaten Äquinoktium: J2000.0, Epoche: J2000.0 |                          |
| Sternbild                                               | Horologium               |
| Rektaszension                                           | 03h 57m 27,0s            |
| Deklination26                                           | −44° 17′ 31″             |
| Helligkeit (J-Band, gemeinsam)                          | (14,37 ± 0,03) mag       |
| Spektralklasse                                          | M9.0±0.5 + L1.5±0.5      |
| Doppelsystem                                            |                          |
| Winkelabstand                                           | 2001: ca. 98 mas         |
| Positionswinkel                                         | 2001: ca. 175°           |
| Astrometrie                                             |                          |
| Entfernung                                              | (40 ± 7) pc              |
| Andere Bezeichnungen                                    |                          |
| 2MASS J03572695-4417305 • WDS 03574-4418                |                          |

DENIS-P J035726.9−441730 (selten auch 2MASS J03572695-4417305) ist ein Doppelsystem im Sternbild Horologium.
Photometrische Entfernungsabschätzungen verorten das System in einer Entfernung von rund 40 Parsec.